# Vărădia de Mureș
Vărădia de Mureș é uma comuna romena localizada no distrito de Arad, na região histórica da Transilvânia. A comuna possui uma área de 117.80 km² e sua população era de 1926 habitantes segundo o censo de 2007.